# 島津秀紀
島津 秀紀（しまづ ひでき、1968年 - ）は、日本の医学博士。武庫川女子大学薬学部教授、日本ボツリヌス治療学会代議員。兵庫県淡路市出身。

## 略歴
- 1986年：兵庫県立津名高等学校卒業
- 1992年：京都大学医学部卒業
- 1994年：京都大学医学部医学研究科卒業
- 2000年　ロンドン大学神経学研究所COE博士研究員
- 2005年　徳島大学医学部COE研究員
- 2008年　マサチューセッツ工科大学マクガヴァン脳研究所博士研究員
- 2014年　マサチューセッツ工科大学マクガヴァン脳研究所リサーチサイエンティスト

現在、武庫川女子大学薬学部教授、日本ボツリヌス治療学会代議員。

## 著書
- 『ハリソン内科学』（メディカルサイエンスインターナショナル、2006年）
- 『不随意運動の診治療治療』（診断と治療社、2006年）